# بسالامپی
بسالامپی (به لاتین: Besalampy) یک منطقهٔ مسکونی در ماداگاسکار است که در بسالامپی (بخش) واقع شده‌است.
 بسالامپی  ۱۵٬۰۰۰ نفر جمعیت دارد و ۳۰ متر بالاتر از سطح دریا واقع شده‌است.